# Carlota Dahmen
Carlota Dahmen (Colònia, Alemanya, 1884 - Madrid, Espanya, 26 d'abril de 1970) fou una soprano alemanya.
Feu els estudis en el Conservatori de la seva ciutat natal, sota la direcció de Steinbach i cultivant el mètode de Stockhausen, i en contraure matrimoni amb el profesor de cant espanyol Eladio Chao Sedano, perfeccionà els seus coneixements tècnics, assolint a dominar tots els secrets de l'art líric i fent-se aplaudir pels públics més exigents d'Europa.
Va destacar preferentment en el repertori de Wagner i de Strauss, recordant-se les seves actuacions al Covent Garden de Londres sota la direcció de Nikisch; en l'Òpera de Viena interpretant El cavaller de la rosa i Ariadne auf Naxos i en el Real de Madrid, el 1918, on feu verdaderes creacions de Lohengrin, Das Rheingold, Die Walküre, etc.
L'any 1923 va estrenar Marianela de Jaume Pahissa i Jo al Gran Teatre del Liceu, fent el paper principal, Marianela.
L'any 1925, en que s'estrena La Flauta Màgica de W.A.Mozart al Gran Teatre del Liceu, interpreta el paper de Pamina.
Els últims anys de la seva carrera els dedicà a l'ensenyança en la capital d'Espanya.